# 完美幻象
《完美幻象》是美国创作型歌手Lady Gaga的单曲。 此单曲是其第五张录音室专辑的首支单曲，于2016年9月9日发行。Gaga与Kevin Parker, Mark Ronson和BloodPop共同创作了该支单曲。
《完美幻象》於Billboard HOT 100 最高15名，在榜6周。

## 创作背景及发展过程
继她第三张录音室专辑 Artpop 的竞争时代后，Lady Gaga 对团队人事做了调整，并加入了 Live Nation Entertainment 的艺人管理团队，Artist Nation。 她亦对她的个人形象做了彻底的变革，更加注重宣传其高超的唱功，其在媒体面前的形象亦更加拘谨。 Gaga 于2014年和Tony Bennett合作发行了一张名为Cheek to Cheek的爵士乐专辑. 2016年1月，她向外界确认她的第五章录音室专辑将于今年发行，并且她已经开始处理后期以及艺术形象的问题。

在2015与2016年，Gaga 就已经开始在她的社交账号上对自己的创作方法和过程打趣。 她开始了和 RedOne, Giorgio, Moroder, Mark Ronson 等老牌制作人合作。 Ronson 证实了他们的合作，并补充说，和 Gaga 一起创作的音乐是“我喜欢的原创音乐之一，它简直不可思议－－我真的十分喜欢。我已经等不及想让你们听听了。”龙森还暗示了迷幻摇滚乐队 Tame Impala主唱 Kevin Parker 的参与，并后来被BBC音乐证实。在时尚网站 Buro247.com 龙森接受记者采访时表示：

这是我做过最喜欢的专辑之一，我的很多同事也是我喜爱的音乐人。 我觉得这是非常优秀的音乐，适合让原本觉得Gaga的音乐元素不适合他的人。至少基于听过这首歌的团队的反馈来说是如此。 可以肯定的是这是十分深刻的音乐。

## 录音和编曲
Gaga 与 Parker, Mark Ronson 和 BloodPop 共同创作了《完美幻象》。 这首单曲的录音工作在加州马里布的Shangri La Studios开展。 Ronson 解释了在录制过程中，Gaga 亲自操作了许多技术性的工作。他坦言：“Gaga 就是喜欢坐在钢琴边大声说出自己的看法，她真的太有才了。”随后，他澄清，团队准备先谱曲，再考虑作词的事宜。
从歌词上看，这首歌的标题代表着一段从高潮跌到低谷的，并不断变质的爱情。 Gaga 在一场与 iheartmedia 的采访中将这首歌描述为“关于现代幻象(About modern ecstasy). 我们找到了最最甜美，简洁而愤怒喷涌的方式来大声呐喊，每次听到这行歌词我的肾上腺素都会飙升。” 在和滚石杂志的采访中，BloodPop 表示，这首歌是一首“浩浩荡荡的摇滚乐，让你想要随之起舞。” 歌曲的歌词在作词者昼夜工作中不断改善。